# إزالة سمية الكحول
إزالة سمية الكحول (ديتوكس) لمدمني الكحول هو التوقف المفاجئ عن شرب الكحول بالتزامن مع استبداله بأدوية لها تأثيرات شبيهة لمنع متلازمة الانسحاب الكحولي .عند حدوث الامتناع عن التعاطي (الانسحاب) ، يؤدي ذلك إلى ظهور أعراض ذات خطورة مختلفة.

## المقدمة
وعلى هذا النحو، فإن مصطلح «إزالة السمية» قد يكون نوعا ما جاء من تسمية خاطئة نظرا لان العملية لا ينبغي أن تشير حصرا إلى إزالة المواد السامة من الجسم. قد تتم الإشارة إلى إزالة السموم أو لا تتم الإشارة إليها، ويتم ذلك وفقًا لعمر الفرد والحالة الطبية وتاريخ تناول الكحول . على سبيل المثال، قد لا يحتاج شاب يفرط في شرب الكحول، ويسعى إلى الحصول على العلاج بعد أسبوع واحد من آخر استخدام للكحول إلى التطهير من السموم قبل البدء في علاج إدمان الكحول .
بنزوديازيبين هي أكثر عائلة من الأدوية الشائعة المستخدمة للتخلص من السموم بالكحول ويليها الباربتيورات.

### أعراض الانسحاب
ممكن أن تتراوح أعراض انسحاب الكحول من خفيفة إلى شديدة اعتمادا على مستوى الاعتماد على الكحول والإدمان عليه. يمكن أن تكون الأعراض سلوكية (القلق والتهيج) والعصبية (الهزة والهلوسة) والبدنية (التغيرات في معدل ضربات القلب ودرجة حرارة الجسم وضغط الدم والغثيان وزيادة خطر النوبات). الأعراض عادة ما تحدث بين 6 إلى 24 ساعة منذ التوقف عن الشرب. في الحالات الشديدة قد يحدث هذيان ارتعاشي ، وهي حالة طبية طارئة ويمكن أن تؤدي إلى الوفاة.